# Bodrog (rivier)
De Bodrog is een zijrivier van de Tisza in Slowakije en Hongarije.
De rivier ontstaat in het oosten van Slowakije op de plaats waar de Ondava en de Latorica bijeenkomen. Na 15 km passeert de rivier voor Sárospatak de Hongaarse grens. De monding in de Tisza bevindt zich na nog 51 km bij het bekende wijnstadje Tokaj. Rechts van de op vele plaatsen rechtgetrokken rivier bevindt zich het Zempléngebergte en links het gebied Bodrogköz, dat tot aan de Tisza loopt.
Ondanks haar geringe lengte van 66 km heeft de rivier toch een omvangrijk stroomgebied: het omvat 13.579 km². De Latorica neemt daarvan het grootste gedeelte voor haar rekening: in deze rivier monden rivieren als de Laborec en de Oezj uit. De Oezj en de bovenloop van de Latorica verzorgen de afwatering van de helft van de Transkarpatische oblast in Oekraïne. De Laborec en de Ondava doen dat voor het oosten van Slowakije.
- Gemeinsame Normdatei: 4087872-7
- Virtual International Authority File: 4774156565754723500005